# Karpîlivka, Rivne
Karpîlivka (în ucraineană Карпилівка) este un sat în comuna Horodok din raionul Rivne, regiunea Rivne, Ucraina.

## Demografie
Componența lingvistică a localității Karpîlivka
     Ucraineană (98,43%)
     Rusă (1,57%)
Conform recensământului din 2001, majoritatea populației localității Karpîlivka era vorbitoare de ucraineană (98,43%), existând în minoritate și vorbitori de rusă (1,57%).